# Büraburg

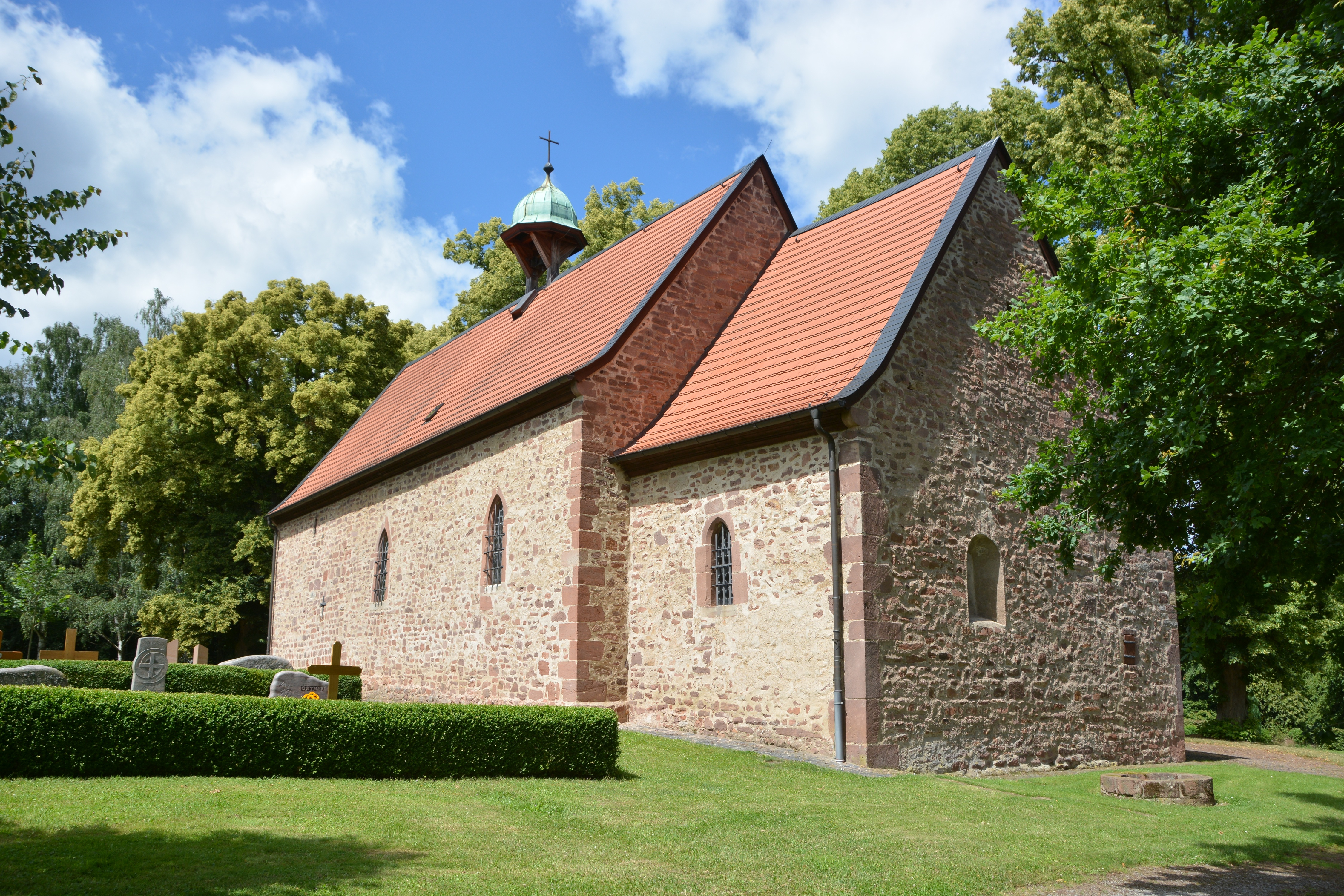
Cappella di Santa Brigida, situata sulla collina di Büraburg

Büraburg è una collina tedesca di importanza storica che domina il fiume Eder nei pressi di Fritzlar, in Assia settentrionale.

## Storia
Nel 723 il missionario anglosassone Wynfrith, in seguito divenuto san Bonifacio, apostolo dei Germani, arrivò in questa zona in missione con l'intento di convertire le tribù germaniche settentrionali e centrali al Cristianesimo, rendendo Büraburg, che allora era un insediamento fortificato franco, sua sede temporanea. Nel tentativo di dimostrare la superiorità del Dio cristiano rispetto a quelli germanici, lui ed i suoi seguaci abbatterono una quercia sacra dedicata a Thor dalla tribù locale dei Catti. Quando Thor fallì nello scagliare un fulmine contro Bonifacio, dopo aver atteso a sufficienza, le popolazioni barbare accettarono di ricevere il battesimo. Questo evento segnò l'inizio della cristianizzazione dei Germani. 
Usando il legno della quercia, Bonifacio eresse una piccola cappella in un luogo nei pressi di Fritzlar, che divenne un importante centro religioso, intellettuale e commerciale. In seguito (742) Bonifacio elevò Büraburg al ruolo di vescovado, il primo in Germania ad est del Limes germanico-retico, ma in seguito alla morte del primo ed unico vescovo, Witta, nel 748 il vescovado venne accorpato con quello di Lullus, successore di Bonifacio quale vescovo di Magonza. Tra il 747 ed il 786 Büraburg venne amministrata da un vescovo ausiliare, Meginoz, ma il suo posto non venne preso da nessuno dopo la sua morte.
Gli scavi effettuati hanno portato alla luce grandi fortificazioni del VII ed VIII secolo sulla cima della collina, resti di un importante insediamento sul confine dei territori dei Franchi e dei Sassoni. Durante le guerre sassoni di Carlo Magno, venne usata dai Franchi come base fortificata, ma con la conclusiva resa dei Sassoni dell'804 perse la sua importanza militare. Attualmente in questo luogo si trova una piccola chiesa parrocchiale, contenente parte della chiesa originale.